# Урнієта
Урнієта (баск. Urnieta, ісп. Urnieta) — муніципалітет в Іспанії, у складі автономної спільноти Країна Басків, у провінції Гіпускоа. Населення — 6135 осіб (2009).
Муніципалітет розташований на відстані близько 350 км на північний схід від Мадрида, 8 км на південь від Сан-Себастьяна.

## Демографія
Динаміка населення (INE ):

## Галерея зображень

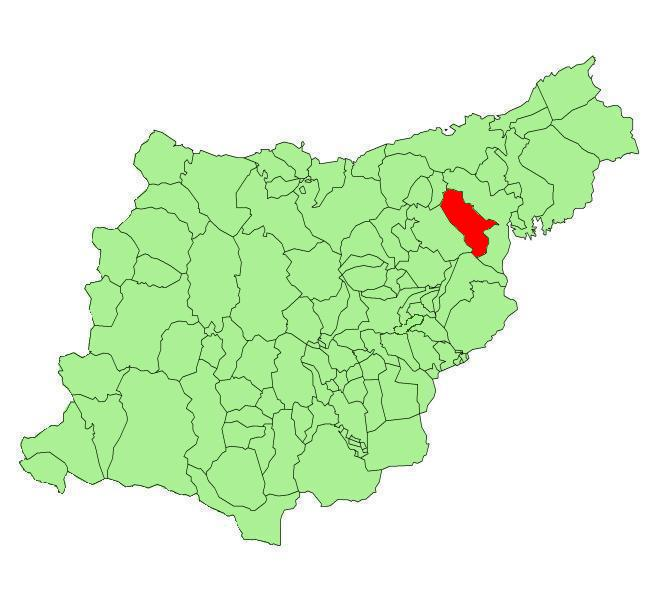
Розташування муніципалітету
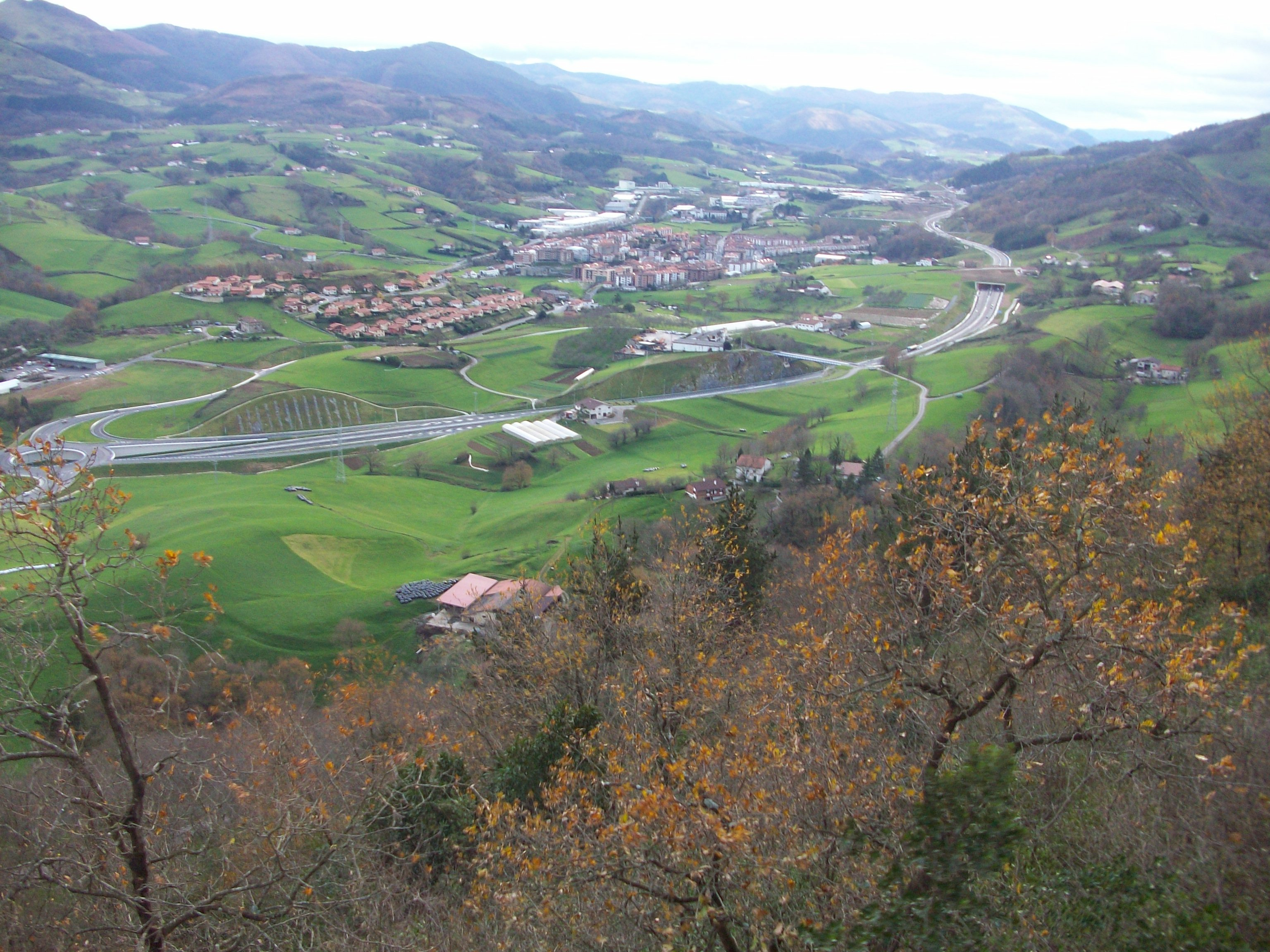
Урнієта